# Caleta Colón
Die Caleta Colón (spanisch) ist eine Bucht an der Südküste von Ardley Island im Archipel der Südlichen Shetlandinseln.
Die Bucht war Standort der 1953 errichteten und bis 1997 genutzten argentinischen Ballvé-Station. Argentinische Wissenschaftler benannten die Bucht nach Pedro Colón, der von 1904 bis 1905 zur Besatzung der Korvette Uruguay gehört hatte.